# Ewangelicki Kościół Krajowy Badenii

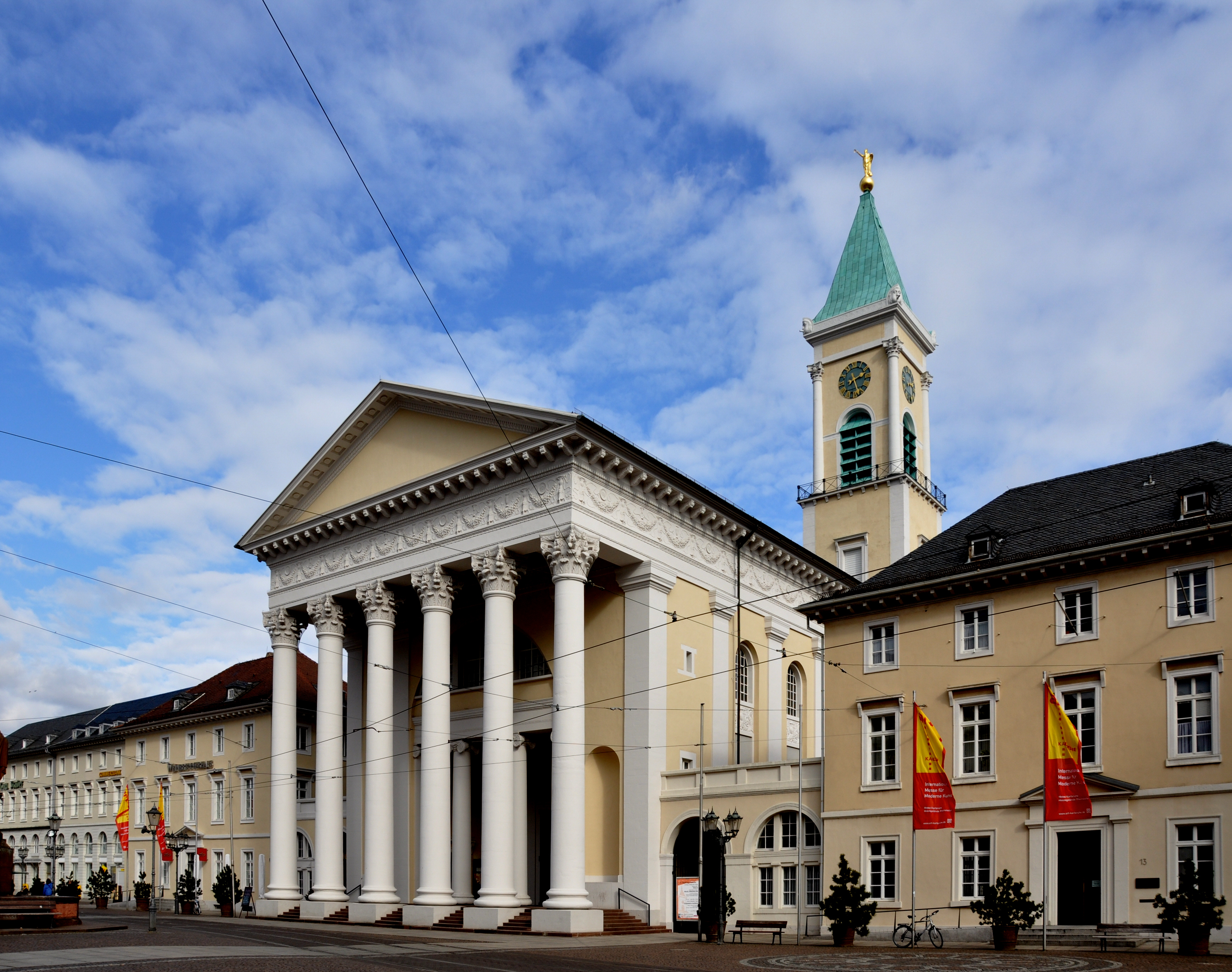
Kościół miejski w Karlsruhe

Ewangelicki Kościół Krajowy Badenii (niem. Evangelische Landeskirche in Baden) – jeden z 20 kościołów tworzących Kościół Ewangelicki w Niemczech z siedzibą w Karlsruhe.
Działa na terenie dawnego Wielkiego Księstwa Badenii oraz kraju związkowego Badenia. 
Kościół powstał w 1821 r. jako unijny związek wyznaniowy dla luteran oraz kalwinów, odwołując się w swojej doktrynie do małego i dużego katechizmu Marcina Lutra, Katechizmu Heidelberskiego oraz Wyznania augsburskiego.

## Organizacja
Kościół posiada trójstopniową organizację:
- zbór (parafia), zarządzana przez radę parafialną i duszpasterzy
- okręg kościelny, zarządzany przez synod okręgowy, radę okręgu oraz superintendenta
- kościół krajowy, zarządzany przez synod krajowy, biskupa oraz starszych urzędników kościelnych (Oberkirchenräte)

Najwyższe władze kościoła stanowi Synod Krajowy (Landessynode), Rada Kościoła Krajowego (Landeskirchenrat), biskup krajowy (Landesbischof) i Rada Najwyższa Kościoła (Oberkirchenrat).
Wszyscy konfirmowani członkowie zborów po ukończeniu 14 lat mogą uczestniczyć w wyborach członków rad parafialnych. Każdy z synodów okręgowych wybiera również dwóch delegatów na synod krajowy, pozostający najważniejszym organem kościoła i zbierającym się zwykle dwa razy do roku.
Terytorium kościoła podzielone jest na dwie diecezje (Kirchenkreis), tak zwane prałatury (Prälaturen), na cele których stoi prałat lub prałatka. Działa 677 zborów, zrzeszonych jest w 24 okręgach kościelnych (Kirchenbezirk). Kościół Badenii jest właścicielem 857 budynków kościelnych.
W zborach oraz specjalnych duszpasterstwach pracuje 1021 osób duchownych, z czego około 41% stanowią kobiety. Szkoły, przedszkola oraz Diakonia zatrudniają kolejnych 32 000 pracowników.

## Ekumenia i współpraca międzynarodowa
Każdy okręg kościelny wyznacza jednego lub dwóch księży odpowiedzialnych za relacje ekumeniczne. Również każdy ze zborów deleguje do tego zadania swoich przedstawicieli. 
Ewangelicki Kościół Krajowy Badenii jest jednym z założycieli Wspólnoty Kościołów Ewangelickich w Europie, Konferencji Kościołów Europejskich oraz regionalnej rady kościołów chrześcijańskich Arbeitsgemeinschaft Christlicher Kirchen in Baden-Württemberg. Jako część Kościoła Ewangelickiego w Niemczech jest członkiem Światowej Rady Kościołów.
Prowadzi również współpracę z Ewangelickim Kościołem Czeskobraterskim, Kościołem Waldensów, Kościołem Prezbiteriańskim w Ghanie, Kościołem Prezbiteriańskim w Kamerunie, Kościołem Południowych Indii, Kościołem Braci Morawskich w Afryce Południowej, a także krajowymi radami kościołów w Indonezji i Korei.